# Alberto Guerra
Alberto Guerra López (* 8. Mai 1944 in Ciudad Juárez, Chihuahua) ist ein ehemaliger mexikanischer Fußballtrainer und Spieler, der auf der Position des Stürmers eingesetzt wurde. Während seiner gesamten Spieler- und Trainerkarriere war er, soweit nachvollziehbar, nur für drei Vereinsmannschaften tätig: Deportivo Guadalajara, Atlético Potosino und CF Monterrey. Außerdem trainierte er im Februar 1989 für drei Spiele die mexikanische Fußballnationalmannschaft. Seit September 2009 ist Guerra im Fußballrat der Stadt Guadalajara tätig.

## Biografie

### Spieler
Durch den Umzug seiner Eltern verbrachte Guerra einen Großteil seiner Kindheit und Jugend in Guadalajara. Dort spielte er in verschiedenen Nachwuchsmannschaften des Club Deportivo Guadalajara, für den er am 23. August 1964 in einem Spiel gegen den Stadtrivalen CF Atlas sein Debüt als Profispieler in der mexikanischen Primera División gab. Nach fünf Jahren bei Chivas wechselte er 1969 zum Club de Fútbol Monterrey und weitere fünf Jahre später zum Club Atlético Potosino, für den er zwei Jahre bis zum Ende seiner aktiven Laufbahn 1976 tätig war.

### Trainer
Für Atlético Potosino gab Guerra 1979 auch sein Debüt als Trainer. Später wechselte er zu seinem „Heimatverein“ Guadalajara, mit dem er 1983 und 1984 Vizemeister wurde und 1987 die Meisterschaft gewann. 1989 trainierte er für drei Spiele, die übrigens alle gewonnen wurden (3:1 gegen Polen, 2:1 gegen Guatemala und 2:0 gegen El Salvador), die mexikanische Nationalmannschaft. Nach der Saison 1988/89 wechselte er zum Universitätsverein Leones Negros de la UdeG, mit dem er 1990 ebenfalls Vizemeister wurde.

## Erfolge
- Mexikanischer Meister: 1987 (mit CD Guadalajara)
- Mexikanischer Vizemeister: 1983 und 1984 (mit CD Guadalajara), 1990 (mit Universidad de Guadalajara)